# Indiana (voornaam)
Indiana is een voornaam die wordt gebruikt voor zowel jongens als meisjes. De naam kent vele varianten en afgeleiden én heeft zijn wortels voornamelijk in de Verenigde Staten.

## Afkomst
De Amerikaanse naam zou zoiets betekenen als 'Land van de indianen'. Daarnaast zijn er ook een aantal varianten, waarvan er een paar de betekenis 'mooi' of 'schitterend' hebben.

## Varianten en afgeleiden
- Indianus - Latijnse variant, wordt als soortnaam gebruikt
- India of Inia - Meisjesnaam, afkomstig uit het Sanskriet[1]
- Indy - Unisexnaam, afkomstig uit de Verenigde Staten of India, betekent 'onafhankelijk'[2]
- Indulis - Veelgebruikte jongensnaam,[3] afkomstig uit Letland, oorspronkelijk een roepnaam voor Indriķis (Hendrik)[4]
- Indi - Meisjesnaam, afkomstig uit de Verenigde Staten, of Friesland, betekent 'onafhankelijk' (VS)
- Indriano - Jongensnaam
- Indian - Jongensnaam, afkomstig uit het Sanskriet, betekent zoiets als 'mooi' of 'schitterend'

## Bekende personen
- Indiana Jones - fictief avonturier uit de filmreeks 'Indiana Jones'
- Indy de Vroome - Nederlandse (jeugd)tennisster, uit Cromvoirt
- Indiana Evans - Australisch actrice, bekend van de soapserie 'Home and Away', als Matilda Hunter
- Indulis Emsis - Lets bioloog en voormalig premier van Letland